# Beaucaire (Gard)
Beaucaire [bokɛʁ] ist eine Gemeinde mit 15.695 Einwohnern (Stand 1. Januar 2022) in Frankreich und liegt im Département Gard, in der Region Okzitanien. Die Einwohner nennen sich Beaucairois.

## Geographie
Beaucaire liegt an der östlichen Grenze des Départements Gard, am rechten Ufer der Rhône. Am gegenüberliegenden Ufer liegt die Stadt Tarascon bereits im Département Bouches-du-Rhône. Knapp oberhalb von Beaucaire mündet der Gardon als rechter Nebenfluss in die Rhône. In Beaucaire beginnt auch der Canal du Rhône à Sète, der ursprünglich über eine Schleuse mit der Rhône verbunden war. Bei Kanalisierungsarbeiten der Rhône wurde diese Verbindung aber unterbrochen. Heute erreicht man den Kanal über die Petit Rhône bei Saint-Gilles. Trotzdem verfügt Beaucaire über einen hübsch ausgebauten Yachthafen am Kanal, der für den Wassertourismus mit Sport- und Hausbooten intensiv genutzt wird.
Nachbargemeinden sind:
- Bellegarde
- Comps
- Fourques
- Jonquières-Saint-Vincent
- Manduel
- Redessan
- Tarascon
- Vallabrègues

## Geschichte

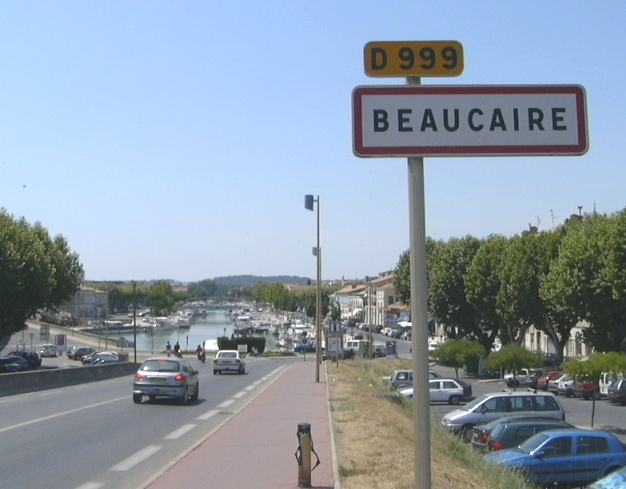
Blick auf Beaucaire und den Yachthafen

Beaucaire wurde im 7. Jahrhundert v. Chr. als „Ugernum“ gegründet und lag nach der Eroberung Südfrankreichs durch die Römer und dem Bau der Via Domitia, der Römerstraße, die Italien und Spanien verband, am Übergang dieser Straße über die Rhone.
Ende Mai 455 wurde der weströmische Kaiser Petronius Maximus ermordet, weswegen der westgotische König Theoderich II. Avitus aufforderte den Thron zu übernehmen.
Auf die Aufforderung des westgotischen Königs hin wurde nun in eben Beaucaire eine außerordentliche Sitzung des gallischen Konvents aus den römischen Notabeln der gesamten Präfektur einberufen, die Avitus am 9. Juli 455 ihr Einverständnis gab. Daraufhin wurde er von den römischen Truppen vor Ort zum Kaiser ausgerufen.
Bereits im 13. Jahrhundert wird eine Holzbrücke über die Rhône erwähnt, vermutlich bis ins 19. Jahrhundert die südlichste Brücke vor der Mündung.
Im Mittelalter wurde der Aufschwung des Ortes durch Invasionen der Burgunden, Goten und Sarazenen gebremst. Eine Stadtmauer wurde errichtet sowie eine Burg, die damals zu den mächtigsten Zitadellen Südfrankreichs zählte. Während des Albigenserkreuzzugs wurde sie durch die Kreuzfahrer von Simon IV. de Montfort eingenommen, später aber durch die Provenzalen unter Führung von Raimund VII., Graf von Toulouse, zurückerobert. Richelieu ließ die Burg 1632 zerstören. Große Teile der Anlage, wie z. B. der Turm und eine Schlosskapelle, blieben jedoch erhalten und wurden 1845 unter Denkmalschutz gestellt.
Beaucaire war Endpunkt einer der ersten Eisenbahnstrecken in Frankreich, Alès–Nîmes–Beaucaire, eröffnet am 19. August 1848.

### Foire de la Madeleine
Historische Bedeutung erlangte Beaucaire durch seine alljährliche Handelsmesse, die Foire de la Madeleine. Bereits 1168 erwähnt und durch seine strategische Lage an der Rhônemündung und den Handelswegen zwischen Italien und Spanien begünstigt, war sie jahrhundertelang eine der wichtigsten Marktplätze Europas. Historische Berichten zufolge trafen sich jedes Jahr vom 22. bis 28. Juli bis zu 300.000 Händler aus dem ganzen Land, insbesondere aber auch aus dem Mittelmeerraum und dem Orient. In tausenden von Zelten rund um Beaucaire und an der Rhone entlang wurde Ware aller Art gehandelt. Es wird geschätzt, dass in der einen Woche 20–25 Millionen Geschäfte abgeschlossen wurden und dass das Handelsvolumen größer war als der des Hafens von Marseille im gesamten Jahr. Der daraus resultierende Reichtum der Einwohner prägte sich bald in der immer prunkvoller werdenden Architektur aus. Erst die Ankunft der Eisenbahn und der Niedergang des Handelsverkehrs auf dem Fluss beendeten die Blütezeit des Ortes und stürzten Beaucaire zurück in die Anonymität.

### Bevölkerungsentwicklung
| Jahr                       | 1962   | 1968   | 1975   | 1982   | 1990   | 1999   | 2006   | 2017   |
| Einwohner                  | 11.061 | 12.740 | 12.829 | 12.840 | 13.400 | 13.748 | 15.099 | 15.963 |
| Quellen: Cassini und INSEE |        |        |        |        |        |        |        |        |

## Sehenswürdigkeiten

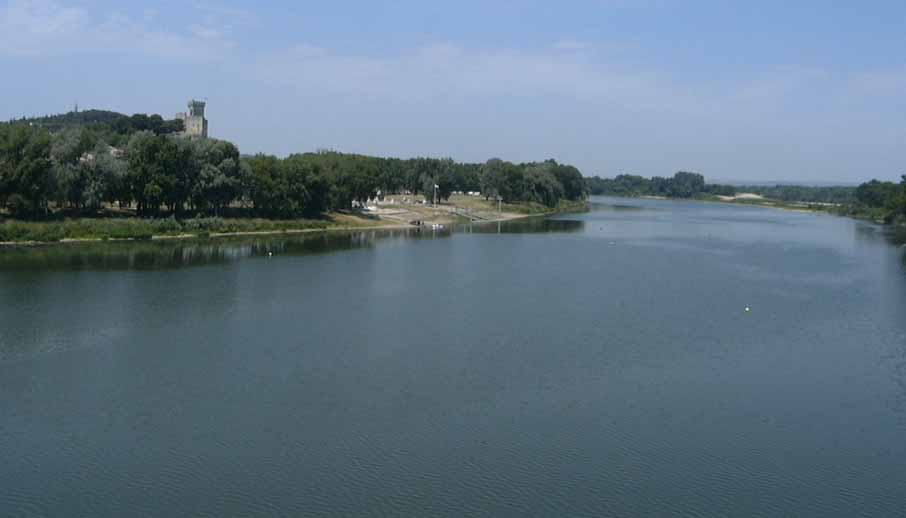
Die Rhône und die Burg Beaucaire

Siehe auch: Liste der Monuments historiques in Beaucaire
- Burg Beaucaire (11. Jahrhundert)
- Rathaus (um 1680)
- Notre Dame des Pommiers (Stiftskirche, 1734–1744, mit einem romanischen Figurenfries auf der Ostseite, 12. Jahrhundert)
- Saint Paul (ehemalige Kapelle eines Franziskanerklosters, 14. und 15. Jahrhundert)
- Hôtel de Clausonnette (Stadtpalais, um 1745)
- Hôtel Roys de Lédignan (Stadtpalais, 17. Jahrhundert)
- Hôtel Dulong (Bürgerhaus, Anfang 16. Jahrhundert)
- Abtei Saint-Roman

## Verkehr
Beaucaire ist durch eine moderne Straßenbrücke und durch die 1852 eröffnete Eisenbahnbrücke Tarascon–Beaucaire mit Tarascon verbunden, eine der ältesten gusseisernen Eisenbahnbrücken Frankreichs. Im Süden der beiden Städte verbindet eine Umgehungsstraße mit einer Schrägseilbrücke über die Rhone die beiden Departements.

## Persönlichkeiten
- Raimund VI. von Toulouse (1156–1222), Graf von Toulouse
- Raimund VII. von Toulouse (1197–1249), Graf von Toulouse, Markgraf der Provence
- François-Marie-Anatole Kardinal de Rovérié de Cabrières (1830–1921), Bischof von Montpellier
- Jean-Augustin Germain (1839–1928), römisch-katholischer Geistlicher
- Jules Véran (1886–1960), Journalist, Romanist und Provenzalist